# FUNDC2
FUNDC2 (англ. FUN14 domain containing 2) – білок, який кодується однойменним геном, розташованим у людей на X-хромосомі. Довжина поліпептидного ланцюга білка становить 189 амінокислот, а молекулярна маса — 20 676.
| 10         |  | 20         |  | 30         |  | 40         |  | 50         |
| ---------- |  | ---------- |  | ---------- |  | ---------- |  | ---------- |
| METSAPRAGS |  | QVVATTARHS |  | AAYRADPLRV |  | SSRDKLTEMA |  | ASSQGNFEGN |
| FESLDLAEFA |  | KKQPWWRKLF |  | GQESGPSAEK |  | YSVATQLFIG |  | GVTGWCTGFI |
| FQKVGKLAAT |  | AVGGGFFLLQ |  | LANHTGYIKV |  | DWQRVEKDMK |  | KAKEQLKIRK |
| SNQIPTEVRS |  | KAEEVVSFVK |  | KNVLVTGGFF |  | GGFLLGMAS  |  |            |

A: Аланін

C: Цистеїн

D: Аспарагінова кислота

E: Глутамінова кислота

F: Фенілаланін

G: Гліцин

H: Гістидин

I: Ізолейцин

K: Лізин

L: Лейцин

M: Метіонін

N: Аспарагін

P: Пролін

Q: Глутамін

R: Аргінін

S: Серин

T: Треонін

V: Валін

W: Триптофан

Кодований геном білок за функцією належить до фосфопротеїнів. 